# Бутырское трамвайное депо
Бутырское трамвайное депо (Бутырский трамвайный парк) — депо, которое было построено в 1888-1899 гг. в Москве в Бутырской заставе для первого московского электрического трамвая. В настоящее время не действует, находится в ведении МОСГОРСТРАНСа.

## Первый московский общественный транспорт
Если говорить о зарождении общественного городского транспорта в Москве, то рубежной датой можно считать 1847 год, так как именно в этом году были пущены десятиместные летние и зимние экипажи «линейки» по 4 радиальным линиям и одной диаметральной.
От Красной площади стало возможным проехать на экипажах до Смоленского рынка, Покровского (ныне Электрозаводского) моста, Рогожской и Крестовской застав. По диаметральной линии можно было ехать от Калужских ворот через центр города до Тверской заставы.
Днем рождения московского конного трамвая можно считать 25 июня (7 июля) 1872 г. Его сеть соединила центр Москвы (нынешнюю площадь Революции) с Трубной и Страстной площадью (ныне Пушкинская площадь с площадью Белорусского вокзала) с целью упрощения движения горожан до Политехнической выставки. Линия конки была одноколейной, протяженностью в 4,5 км с колеёй 1524 мм и 9 разъездами. На линии ходило 10 двухэтажных вагонов с империалами без навесов, и винтообразными лестницами. К подъёмам в горку конка была практически не предназначена, поэтому в подобных случаях обычно прибегали к помощи форейторов или впрягали дополнительных лошадей. Несмотря ни на что конка была крайне востребована среди жителей Москвы. За 1894-1896 годы конка перевезла больше 47 млн горожан. Цены были весьма демократические: в вагоне место стоило 5 копеек, а в империале — 3 копейки.
 Тем не менее со временем качество путей и вагонов стало становиться хуже, рельсы были разбиты многочисленным топтанием копыт, лошади портили себе здоровье. Необходимо было искать альтернативный вид транспорта. Учитывая положительный опыт запуска электрического трамвая в других городах, Первое Общество конно-железных дорог в Москве обратилось в 1895 году в Городскую Управу с предложением о пуске его и в Москве по одной из линий конно-железных дорог.
В это же время в Москве был пущен паровой пассажирский трамвай от Петровско-Разумовского через парк Петровской Академии до станции Смоленского вокзала.
Предполагалось, что обе пробные линии закроются после завершения Политехнической выставки, но этот транспорт приглянулся москвичам: ехать на Смоленский вокзал было удобнее и дешевле в вагоне конного трамвая, чем извозчиком. Поэтому первая пассажирская линия конки продолжила жить и после 1874 года, а паровой пассажирский трамвай ходил только от Смоленского вокзала до Петровского парка.

## Зарождение электрического трамвая
В 1886 году от Бутырской заставы до Петровской академии был пущен предшественник электрического трамвая — первый внутригородской «паровичок», состоявший из 5-6 вагонов.
В 1898 году Городская дума при помощи Общества русских электротехнических заводов «Сименс и Гальске» начали проект по строительству в Москве линии трамвая. От Бутырской заставы до Петровского парка стали укладывать шпалы, рельсы и столбы с электропроводами. Эта линия носила опытный характер. Тем не менее, она была сделана по последнему слову техники.
К концу января 1899 года из Германии были поставлены вагоны, и все строительные работы на линии завершились. В феврале этого же года начали её обкатку и обучение эксплуатационного персонала.
«Русские ведомости» от 6 февраля 1899 г. писали:
```
...4 февраля, около двух часов пополудни, были произведены первые опыты электрической тяги вагонов. Опыты производились администрацией Общества конно-железных дорог в присутствии председателя правления Общества Н.М. Перепелкина и особой специальной комиссии, назначенной московским обер-полицмейстером. Местом первых поездок с помощью электрической тяги был небольшой двухпутный, длиной 400 саженей, участок Бутырки-Башиловка, идущий от Бутырской заставы и до электрической станции Общества конно-железных дорог. Опыты в общем дали удовлетворительные результаты. Небольшой вагон, в котором поместились члены комиссии и администрация Общества, двигался вперед и взад с различной скоростью, доходившей до 25-ти верст в час. Пробы быстрых остановок на полном ходу вагона удались вполне. Электрической энергии, передаваемой с помощью воздушных проводов, оказалось более, нежели достаточно. С разрешения комиссии на участке Бутырки-Башиловка в настоящее время будет производиться ежедневное служебное движение вагонов специально для кондукторов и техников, для их практического изучения управления вагонами. Открытие движения для публики и окончательное устройство проводов электрической тяги на Мало-Дмитровской и Долгоруковской улицах состоится после того, как только будет получено Правлением Общества надлежащее разрешение
.
```

## Церемония пуска первого электрического трамвая из Бутырского парка
Именно из этого здания, 115 лет назад, 25 марта (6 апреля) 1899 года пошёл первый московский трамвай. Прежде чем перевозить пассажиров, комиссия городской думы решила проверить безопасность нового транспорта на себе. Вот что писали в те дни московские газеты:
«Московские ведомости», 26 марта 1899 года:
```
По этому поводу в электрическом парке, близ Башиловки,  в 4 часа дня было совершено молебствие с водоосвящением перед чтимой иконой Спаса Нерукотворного и местными святынями. Молебствие происходило в машинном здании, украшенном, как и все здания парка, флагами, совершалось благочинным протоиереем П. В. Приклонским соборно, при участии хора и певчих. К молебствию прибыли: московский губернатор гофмейстер А. Г. Булыгин, московский почт-директор тайный советник К. Г. Радченко, московский городской голова князь 
В. М. Голицын
, исполняющий должность московского обер-полицеймейстера полковник 
Д. Ф. Трепов
, начальник почтово-телеграфного округа Ф. А. фон Пистолькерс, правительственный инспектор П. Д. Вонляровский. Гостей встречали директоры Правления Первого Общества конно-железных дорог с председателем Н. М. Перепелкиным во главе. Около парка задолго до прибытия гостей собралась многочисленная толпа парода, ожидавшая открытия электрического трамвая... Молебствие закончилось провозглашением многолетия, причем протоиереем П. В. Приклонским была сказана приличествующая случаю речь. После молебствия всем присутствовавшим было предложено занять места в вагонах, убранных национальными флагами. Вскоре первый вагон с начальствующими и почетными лицами двинулся в путь, причем при выходе из ворот парка была перерезана трехцветная лента. За этим вагоном с небольшими промежутками двинулись ещё 4 вагона, заполненные приглашенными на торжество гостями. Комиссия многократно ездила взад и вперед, разгоняя вагон до невероятной скорости... 25 верст в час, резко при этом тормозила, испытывая оборудования на всех режимах. Испытания закончились благополучно, акты подписали, осталось ждать открытия. Оно состоялось 6 апреля (здесь и далее даты даны по новому стилю) 1899 года. Вечером после молебна начальствующие лица заняли места в вагоне, украшенном национальными флагами, который на хорошей скорости отправился в первый рабочий рейс к Петровскому парку - туда, где ныне пересекаются 
улицы 8 Марта
 и 
Старый Петровско-Разумовский проезд
. По всему пути, на протяжении 2,2 верст, стоял народ, с любопытством смотревший на движение электрического трамвая. Движение трамвая было плавное, скорое и почти без всякого шума; по желанию трамвай с поворотом рычага мгновенно останавливался. В Петровском парке прибытие трамвая ожидалось местным населением. Все находившиеся в вагонах, воочию убедились в преимуществах электрической тяги пред конной; со всех сторон высказывались пожелания, чтобы Москва поскорее покрылась сетью электрических трамваев. Из Петровского парка гости очень быстро были доставлены по второму пути к Бутырской заставе. Здесь их ожидали вагоны конно-железной дороги, в которые все приглашенные пересаживались для следования к гостинице "Московская", где был приготовлен обед для приглашённых лиц. Обед сопровождался тостами. Первый тост за драгоценное здоровье Государя Императора был провозглашён городским головой князем В. М. Голицыным... Затем Князь В.М. Голицын приветствовал от имени городского управления Первое Общество конно-железных дорог с важным почином в деле усовершенствования, каким несомненно является открытие электрического трамвая. Председатель Правления Первого Общества конно-железных дорог Н. М. Перепелкин произнес пространную речь, в которой представил исторический очерк развития улучшенных путей в Москве и пожелал, чтобы первый опыт оправдал те надежды, которые возлагает на электрическую тягу Общество, чтобы эта тяга получила права гражданства по всей Москве... Далее было произнесено несколько речей, в которых отмечалось, что нынешний день должен считаться знаменательным в жизни Москвы, так как в этот день положено начало коренному переустройству в деле скорого и удобного сообщения в столице... Обед в оживленной беседе затянулся до десяти. Меню обеда было украшено гербом Москвы и видом электрического трамвая, выходящего из депо
 
[
3
]
```

«Московский Листок», 7 апреля 1899 года:
```
…После раздавшегося сигнального звонка вагонно-провожатый повернул рычаг, и вагон плавно покатился по рельсам, причем первая остановка была сделана у заграждавшей путь трехцветной ленты. После открытия пути, вагон покатился дальше и, пройдя две стрелки, вошел на главный путь, по которому и направился в Петровский парк. Весь путь этот был проделан в несколько минут, причем в это время делались моментальные остановки, замедления и ускорения хода и т.п. опыты, которые все удались. Из Петровского парка вагоны возвратились к Бутырской заставе, встречая по пути другие вагоны, с публикой, бывшей на освящении станции. После катания приглашенных лиц, вчера до позднего вечера вагоны электрического трамвая были представлены в бесплатное пользование публики…
 
[
4
]
```

«Новости Дня», 7 апреля 1899 года:
```
…Меньше чем в 15 минут вагоны сделали два конца и были у Бутырской заставы, где стояли уже конные вагоны, запряженные лошадьми с разукрашенными цветами гривами, и в этих конных вагонах гостей доставили в "Большую Московскую" гостиницу, где состоялся обед, сопровождавшийся обычными тостами... …Электрический трамвай может развивать предельную скорость - 25 верст в час. В дни большого движения к электрическому трамваю будут прицепляться открытые вагоны без моторов для усиления провозоспособности. Вагоны замечательно красивы, изящны, легки, дают при движении полный покой, которого нет в вагонах с конной тягой. Остановки делаются быстро, тормоз действует прекрасно и почти не передает пассажирам толчка. Окна в вагонах зеркальные, освещение электрическое... Движение на электрическом трамвае так удобно, быстро и безопасно, что, испытав его на опыте, публика будет желать скорейшего устройства такого сообщения по всей Москве. В видах предохранения от несчастных случаев с проходящими, впереди вагонов устроены сетки, которые подбирают все, что попадает под вагоны. Можно желать, чтобы конная тяга, отжившая свое время, поскорее была заменена электрической, так как введение его на такой короткой дистанции только дразнит публику
 
[
5
]
```

## Регулярное движение первого электрического трамвая
Регулярное же движение трамвая (москвичи долго называли его «электричкой») по этому пути открылось 7 апреля. Изначально здесь ходило два вагона с интервалом в 14 минут с 8 утра и до 8 вечера. Стоимость билета — 6 копеек. Вагоновожатыми были только мужчины, стояли всю смену на ногах на продуваемой площадке. Зимой им выдавалась утепленная форма — тулуп и валенки. После открытия парка жители Москвы любили кататься на нём компаниями с ветерком «для души». Переменный ток шел по кабелю длиной 7 верст от частной Раушской электростанции до того, как была построена своя казенная электростанция при парке. Движение изначально было пущено только по загородной линии, а потом подключена и городская. Стоит отметить, что обе линии были одновременно готовы к пуску, но есть предположение, что подобная задержка была спровоцирована обер-полицейместером Москвы Треповым Д. Ф. Дело в том, что он не мог даже на своем лучшем экипаже обогнать трамвай — он считал непристойным, чтобы кто-либо обгонял его особу.

## Первый электрический трамвай
Первым подвижным составом были вагоны «Фалькенрид» Бельгия со штанговым токосъёмом.
Сохранилось и описание конструкции моторного электрического вагона, который был изготовлен в 1898 г. на заводе Фалькенрид в Гамбурге, и укомплектован электрооборудованием заводов фирмы «Сименс и Гальске».
Вот его фрагмент:
```
...Ток от проводов поступает через дугу системы "Сименс и Гальске" с алюминиевым бюгельным вкладышем, из неё проходит через автоматический выключатель и поступает в контроллер с медными контактами, который позволяет регулировать движение вагона. В каждом вагоне имеются два контроллера, по одному на каждой площадке; действие их независимо друг от друга. Каждый контроллер (в виде медного круга) имеет коммутатор для хода вперёд, назад и для включения и выключения тока (с соответствующими надписями на круге "пускание в ход", "вперёд", "назад", "тормоз"). Поворачивая соответственно сделанным надписям рукоятку, надетую на ось, которая выходит в центре круга наружу, вагоновожатый, находящийся на открытой площадке, может регулировать движение вагона. Правее контроллера находится обыкновенный ручной тормоз. В средней части контроллера имеются несколько медных контактов, которые позволяют работать в 8-ми режимах. От их сочетания зависит работа двигателя и скорость вагонов.
[
7
]
```

## Электрический парк на Башиловке
На территории Бутырского трамвайного депо была сооружена умформерная подстанция в 320 кВт, которая генерировала переменный ток (2000 В) в постоянный (600 В), который и пускали в контактную сеть. Эта подстанция была первой подстанцией такого типа в Москве. Рядом ней был вагонный сарай с шестью путями на 30 вагонов, шириной 12 саженей. В нем располагалась ремонтная мастерская, кузница; сарай имел сводчатую крышу.
Трамвайный парк сооружен по проекту инженера А. В. Бари и В. Г. Шухова.
На территории парка был построен дом с квартирами для инженера, его помощников и казармы для вагоновожатых.

## Бутырский грузовой парк
Во время Первой мировой войны трамвайное хозяйство столицы претерпело существенные изменения. Трамваи стали использоваться больше для транспортировки топлива и продовольствия, чем для пассажирских перевозок. Пассажирское движение в период Первой мировой войны, Октябрьской революции и Гражданской войны периодически возобновлялось.
В 1931 году на базе Бутырского трамвайного парка создается первый в Москве грузовой парк. Парк оснащается специальными грузовыми вагонами и платформами. Основной функцией парка становится перевозка грузов: дров, угля, керосина, продовольствия и почтовой корреспонденции. К концу 1931 года в московском трамвае было 139 грузовых вагонов.
Грузовые вагоны, способные перевезти до 50 тонн, использовались на стройках метрополитена, Дворца Советов, ВСХВ, Крымского, Большого Краснохолмского, Большого Устьинского мостов. Также их использовали в промышленных целях: линии доходили до хлебопекарен на Валовой улице, Коровьем валу, к мельнице в Сокольниках, складам Гортопа, заводам «Станколит», «Красный пролетарий», им. Орджоникидзе, фабрикам «Свобода», «Большевик» и «Красный Октябрь».
В 1932 году все московские трамвайные парки переименуются в трамвайные депо.

## Бутырское депо в годыВеликой Отечественной войны
Особо востребован грузовой трамвай стал во время Великой Отечественной войны, особенно с учетом того, что практически все грузовые автомобили были мобилизованы на фронт. С октября 1942 года режим работы Бутырского грузового депо перешел на круглосуточный. При таком режиме перевозки могли достигать 7000 тонн в день.
В 1942-1943 гг. грузовой трамвай стал преобладающим видом транспорта в Москве. Все грузовые трамваи принадлежали Московской городской конторе грузовых перевозок. По решению исполкома Моссовета 1942 г. для увеличения продуктивности, количества и объёма перевозок 30 пассажирских поездов подлежали переоборудованию в грузовые; а троллейбусы были также преобразованы в грузовые. Транспорт использовался для перевозки провизии, топлива для жилых домов и других грузов.
Грузовой трамвай обслуживал хлебозаводы, мелькомбинат им. Цюрупы, электростанцию МОГЭС и ТЭЦ-8. Чтобы не происходило накладок с пассажирскими перевозками, грузовой трамвай ходил преимущественно ночью.
В сентябре 1942 г. созданная Служба грузовых перевозок объединила грузовые трамваи Краснопресненского, Бутырского депо и депо им. Баумана.
На протяжении 1942 г. строились новые грузовые ветки, протяженность которых к концу года составляла 38 км, а инвентарь — 208 вагонов (96 моторных и 112 прицепных). В 1943 г. в Бутырском депо были оборудованы 5 поездов для перевозки хлеба. За один рейс он перевозил 17 тонн.
Осенью в Бутырском депо были оборудованы мастерские по ремонту грузовых трамваев, в ходе которой увеличивали их грузоподъемность с 8 до 9-10 тонн. Кроме того, в 1943 г. была увеличена суточная перевозка грузов:
январь 1943 г. — 2380 т
сентябрь — 6600 т
декабрь — 5000 т
весна 1945 г. — 7000 т.
С 1941 по 1945 гг. перевозки возросли с 844 тыс. т. до 2589 тыс.т.
В мастерских Бутырского депо в годы войны производились противотанковые ежи.

## Послевоенные годы
После окончания Великой Отечественной войны объёмы перевозок стали резко снижаться. Возвращенные с фронта грузовые автомобили потеснили грузовой трамвай.
В ноябре 1945 г. для перевозки нефтепродуктов в Бутырском грузовом депо были сооружены 3 поезда с вагонами-цистернами, которые вмещали в себя 20 тонн груза. Точки обслуживания оставшимися грузовыми трамваями не изменились. Это по-прежнему были хлебозаводы, мельницы, угольные склады предприятий и электростанций.
В связи с сокращением услуг, требующихся от грузового трамвая, в августе 1946 г. началась переделка грузовых вагонов в пассажирские.
С сентября 1946 г. вышел запрет на движение грузовых трамваев дневное время в пределах Садового кольца.
Оживление работы грузового трамвая произошло в 1954—1955 годах, когда они стали использоваться при жилищном строительстве.

## Ликвидация Бутырского грузового депо
В 1960 году Бутырское грузовое трамвайное депо было ликвидировано, а грузовые перевозки теперь производили грузовые троллейбусы. В 1956 г. в депо было 127 грузовых вагонов, в 1960 г. — 67 вагонов, в 1966 г. — 30 вагонов, а в 1971 г. — 7 вагонов.
В 1966 году Бутырское депо было отключено от линии, а в 1972 году закончил свою историю и грузовой трамвай. Трамвайные пути, ведущие с Нижней Масловки в депо и на территории депо, были разобраны. Впоследствии территория и здания бывшего Бутырского трамвайного депо принадлежала Мосгортрансу, и использовалось в качестве дистанции №5 службы ремонта пути.
В 2014 году принято решение о закрытии дистанции и продаже комплекса зданий  службы пути. в 2016 году территория была продана. Новый собственник завершил реставрацию в 2021 году. В настоящее время в зданиях трамвайного депо располагается банный комплекс.